# Rosa balsamica
Rosa balsamica es una especie de planta del género Rosa, de la familia Rosaceae.

## Taxonomía
Rosa balsamica fue descrita por Besser en 1815.

## Distribución
Se encuentra en el territorio del noroeste de África, Europa y el Cáucaso.